# Roeland de Grass
Roeland de Grass (Brugge, ca. 1570 - Nokere, 30 september 1645) was een belangrijk Brugs notabele binnen de familie De Grass en meermaals burgemeester van de stad. 

## Levensloop
Roeland de Grass, heer van Buggenhout en Westende, was de derde generatie van deze familie die zich in Brugge had gevestigd. Zijn vader was Cornelius de Grass en zijn moeder Marie Anchemant, behorende tot een van de notabele Brugse families van Bourgondische origine, die raadsheren leverde aan de Bourgondische hertogen. 
Aartshertog Albert van Oostenrijk verleende aan Roeland de riddertitel op 24 maart 1609.
Hij trouwde met Françoise van Vichte (†1630), vrouwe van Nokere, met wie hij vier zoons had. Hij hertrouwde met Marguerite de Mortaigne. 
Van 1619 tot aan zijn dood vervulde hij talrijke ambten in het stadsbestuur van Brugge:
- 1619-1620: burgemeester van de raadsleden,
- 1620-1621: eerste schepen,
- 1624-1625: burgemeester van de schepenen,
- 1625-1626: eerste schepen,
- 1626-1627: burgemeester van de schepenen,
- 1627-1628: eerste raadslid,
- 1629-1631: burgemeester van de schepenen,
- 1644-1645: burgemeester van de schepenen.

Hij was ook voogd van het Sint-Janshospitaal. 
Zijn laatste mandaat vond plaats na een ambteloze tussenperiode van dertien jaar. Hij overleed tijdens dit mandaat. De dag na zijn overlijden werd hij opgevolgd in het schepencollege door Pieter Soutieu en als burgemeester door Alexander de Muelenaere.
Zijn zoons waren:
- Jan Cornelius de Grass († 24 augustus 1667),
- Ignace Jan Baptist de Grass (25 november 1625 - 21 februari 1695),
- Alphonse de Grass († 22 april 1665),
- Albert de Grass (†1689).